# Diocesi di Tagora
La diocesi di Tagora (in latino Dioecesis Thagorensis) è una sede soppressa e sede titolare della Chiesa cattolica.

## Storia
Tagora (Tagura), identificabile con Taoura nell'odierna Algeria, è un'antica sede episcopale della provincia romana di Numidia.
Tagora era la patria di santa Crispina, ricordata nel Martirologio Romano alla data del 5 dicembre, che subì il martirio a Teveste, dove le fu dedicata una grande basilica. Alla stessa data il Vetus Martyrologium Romanum, menziona Giulio, Potamia, Crispino, Felice e Grato, che, assieme ad altri setti santi, subirono il martirio a Tagora durante la persecuzione ordita dall'imperatore Diocleziano. Queste indicazioni attestano che a Tagora esisteva una comunità cristiana almeno fin dalla seconda metà del III secolo.
Sono tre i vescovi documentati di questa diocesi africana. Santippo fu il destinatario di una lettera di sant'Agostino, scritta nel 402 circa la questione relativa alla primazia sulla Numidia. Santippo fu presente anche al concilio di Milevi del 27 agosto 402 come primate di Numidia ed intervenne in due occasioni. L'anno successivo non prese parte al concilio cartaginese del 25 agosto, ma inviò una delegazione rappresentativa della Numidia. Infine è ancora documentato durante il concilio cartaginese del 13 giugno 407.
Alla conferenza di Cartagine del 411, che vide riuniti assieme i vescovi cattolici e donatisti dell'Africa romana, presero parte due vescovi cattolici che si firmano episcopus Tagorensis, Restituto e Postumiano. Incerto è stabilire quale dei due vescovi appartenesse alla sede di Tagora di Numidia; Mandouze, con il beneficio del dubbio, assegna a questa sede Restituto, mentre Postumiano sarebbe vescovo di una sconosciuta diocesi di Tagora di Proconsolare, che Mesnage identifica invece con quella di Gor.
Ultimo vescovo noto di Tagora è Timoteo, il cui nome figura al 20º posto nella lista dei vescovi della Numidia convocati a Cartagine dal re vandalo Unerico nel 484; Timoteo, come tutti gli altri vescovi cattolici africani, fu condannato all'esilio.
Dal XIX secolo Tagora è annoverata tra le sedi vescovili titolari della Chiesa cattolica; dal 18 maggio 2018 il vescovo titolare è Koenraad Vanhoutte, vescovo ausiliare di Malines-Bruxelles.

## Cronotassi

### Vescovi
- Santippo † (prima del 402 - dopo il 407)
- Restituto o Postumiano † (menzionato nel 411)
- Timoteo † (menzionato nel 484)

### Vescovi titolari
- John Baptist Cahill † (31 marzo 1900 - 30 agosto 1900 nominato vescovo di Portsmouth)
- Leonardo Stephano Deda, O.F.M. † (9 gennaio 1905 - 21 aprile 1908 succeduto vescovo di Alessio)
- Alexandre Piquemal † (26 febbraio 1909 - 4 giugno 1920 deceduto)
- Miguel de los Santos Díaz y Gómara † (8 luglio 1920 - 18 dicembre 1924 nominato vescovo di Osma)
- Jozef Cársky † (30 marzo 1925 - 11 marzo 1962 deceduto)
- Carlo Livraghi † (14 aprile 1962 - 3 maggio 1975 deceduto)
- Eduardo Martínez Somalo † (12 novembre 1975 - 28 giugno 1988 nominato cardinale diacono del Santissimo Nome di Gesù)
- Cipriano Calderón Polo † (3 dicembre 1988 - 4 febbraio 2009 deceduto)
- Giuseppe Marciante (1º giugno 2009 - 16 febbraio 2018 nominato vescovo di Cefalù)
- Koenraad Vanhoutte, dal 18 maggio 2018